# Roberto Benigni

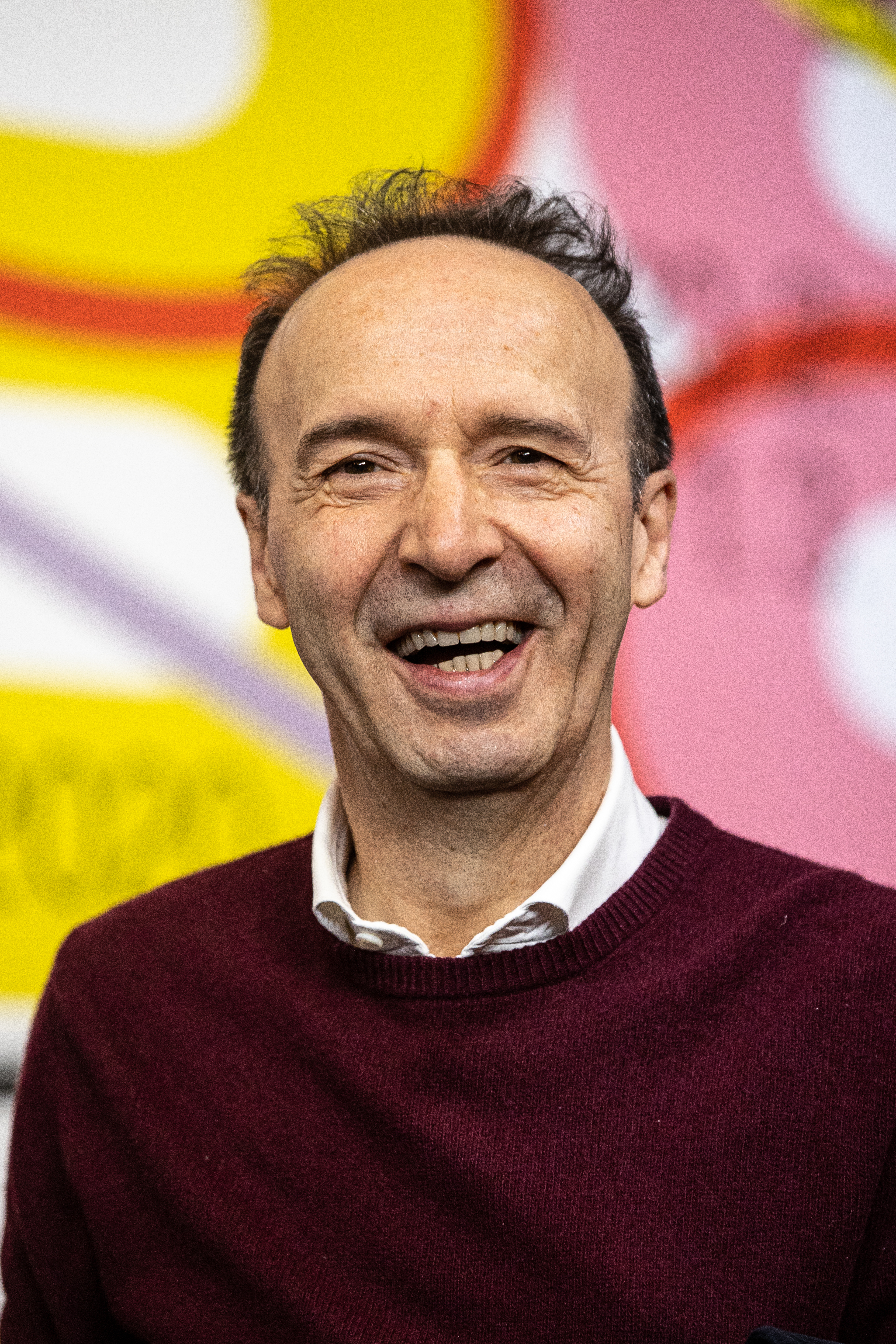
Roberto Benigni, 2020

Roberto Remigio Benigni [roˈbɛrto  beˈniɲi] (* 27. Oktober 1952 in Manciano la Misericordia, Castiglion Fiorentino, Toskana) ist ein italienischer Regisseur, Fernseh- und Filmschauspieler und Oscar-Preisträger.

## Leben
Roberto Benigni wuchs als einziger Sohn des Eisenbahners Luigi Benigni (1919–2004) und Isolina Papini (1919–2004) in ärmlichen bäuerlichen Verhältnissen auf. Er hat drei ältere Schwestern.
Anfang der 1970er Jahre begann er, beim alternativen Theater zu spielen.
Größere Bekanntheit erreichte er durch die Fernsehserie Televacca von Renzo Arbore, die durch die Zensur abgesetzt wurde.
Benigni hatte Einfluss auf einen Wandel in den Umgangsformen italienischer Politiker in der Öffentlichkeit, indem er den kommunistischen Parteiführer Enrico Berlinguer bei einer öffentlichen Kundgebung umarmte. Angesichts der Förmlichkeit, mit der Politiker bis dahin öffentlich in Erscheinung getreten waren, galt dies als beispielloses Ereignis. Benigni wurde wegen einer als beleidigend empfundenen, laut eigener Aussage scherzhaft gemeinten Äußerung über Papst Johannes Paul II. im Rahmen des Sanremo-Festivals 1980 erneut zensiert und wegen Beleidigung der Religion und eines ausländischen Staatsoberhauptes zu einem Jahr Gefängnis verurteilt, in der Berufung aber freigesprochen.
Seit seinem Regiedebüt Tu mi turbi (1983) trat in den meisten Filmen, in denen er Regie führte, auch seine Ehefrau Nicoletta Braschi auf.
Außerhalb Italiens wurde er vor allem mit seiner Tragikomödie Das Leben ist schön aus dem Jahr 1997 bekannt. Das Drehbuch basiert zum Teil auf den Erfahrungen seines Vaters Luigi (1919–2004), der von 1943 bis 1945 im KZ Bergen-Belsen inhaftiert war. Der Film, in dem Benigni auch die Hauptrolle spielte, war siebenfach für den Oscar nominiert und wurde in den Kategorien Bester fremdsprachiger Film, Bester Schauspieler und Beste Filmmusik ausgezeichnet. Benigni erhielt für den Film auch den Chlotrudis Award für die beste Regie.
Er führte außerdem Regie in den Filmen Das Monster, Ein himmlischer Teufel (mit Walter Matthau) und Zahnstocher-Johnny. Mit Massimo Troisi spielte er in Non ci resta che piangere, einem Märchen, in dem die Protagonisten in die Zeit kurz vor 1492 zurückversetzt werden. Dort machen sie sich auf die Suche nach Christoph Kolumbus, um ihn von der Entdeckung Amerikas abzuhalten. 2002 führte er Regie in Roberto Benignis Pinocchio, einer Neuverfilmung von Pinocchio, in der er auch die Hauptrolle spielte. Sein bisher letzter Film, Der Tiger und der Schnee (2005), ist eine komödiantische Liebesgeschichte in dem vom Krieg verwüsteten Irak.
Benigni trat in drei Filmen des amerikanischen Regisseurs Jim Jarmusch auf. In Down by Law (1986) spielte er den naiven Bob, der wegen Mordes verurteilt ist und dessen gute Laune und Optimismus ihm zur Flucht verhelfen, auf der er in „Nicoletta“ seine große Liebe findet, bereits hier verkörpert von Schauspielerin Nicoletta Braschi. Ebenfalls 1986 entstand mit Strange to Meet You die erste Episode des Films Coffee and Cigarettes, in der Benigni zusammen mit Steven Wright auftritt. Die weiteren Episoden wurden zum Teil viel später abgedreht, so dass der Film erst 2003 erschienen ist. In einem weiteren Episodenfilm von Jarmusch, Night on Earth (1991), spielte Benigni einen Taxifahrer in Rom. In der Rolle berichtet er seinem Fahrgast, einem Priester, über seine ungewöhnlichen sexuellen Erfahrungen und setzt ihm damit so zu, dass dieser einem Herzinfarkt erliegt.
1991 heiratete er Nicoletta Braschi.
Darüber hinaus ist Benigni geschätzt als Improvisationsdichter (poesia estemporanea ist eine verbreitete Kunstform in der Toskana) sowie für seine aus dem Gedächtnis abgehaltenen Vorträge aus Dantes Göttlicher Komödie, die er auf seiner Tour TuttoDante vorgetragen und kommentiert hat. Die ersten Lesungen fanden im Juli und August 2006 auf der Piazza Santa Croce in Florenz statt und wurden ab dem 29. November 2007 von Rai Uno im italienischen Fernsehen übertragen. In den dreizehn Folgen handelt es sich um die ersten zehn Gesänge sowie um den 26. und den 33. Gesang des Infernos und den 33. Gesang des Paradiso.
Nach dem großen Erfolg in Florenz ging TuttoDante auf Tour und begeisterte das Publikum in mehreren italienischen Städten. Die über 130 Auftritte wurden von rund einer Million Menschen live verfolgt – davon allein über 120.000 in Rom. Weitere zehn Millionen Zuschauer sahen die Aufzeichnung „II V° dell’Inferno“ auf Rai Uno am 29. November 2007 und die Wiederholungen auf Rai International an den darauffolgenden Tagen.
2004 wurde ein Asteroid nach ihm benannt: (21662) Benigni. 2005 wurde Roberto Benigni mit dem Großkreuz (Cavaliere di Gran Croce) des Verdienstordens der Italienischen Republik ausgezeichnet. 2008 erhielt Benigni die Ehrendoktorwürde der Universität Malta. Im Rahmen der Internationalen Filmfestspiele von Venedig 2021 wurde ihm der Goldene Löwe – Ehrenpreis für das Lebenswerk zuerkannt.
Der politisch engagierte Schauspieler ist in Italien auch bekannt als scharfer Kritiker des 2023 verstorbenen Politikers und Unternehmers Silvio Berlusconi.

## Filmografie

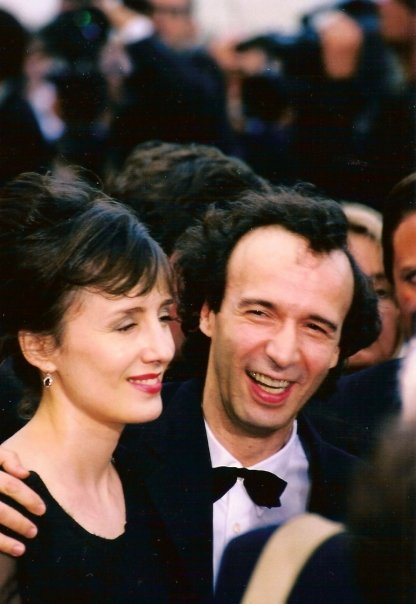
Roberto Benigni und Ehefrau Nicoletta Braschi in Cannes 1998

- 1972: Sorelle Materassi, italienische Fernsehserie, Regie: Mario Ferrero
- 1973: Seguirà una brillantissima farsa…, italienische Fernsehserie, Regie: Eros Macchi
- 1976: Onda libera – Televacca, italienische Fernsehserie, Regie: Giuseppe Recchia
- 1977: Berlinguer ti voglio bene, Regie: Giuseppe Bertolucci
- 1978: Vita da Cioni, italienische Fernsehserie, Regie: Giuseppe Bertolucci
- 1978: Wilde Betten – Lippenstift-Tigerinnen (Letti selvaggi), Regie: Luigi Zampa
- 1979: Die Liebe einer Frau (Clair de femme)
- 1979: La Luna
- 1979: I giorni cantati, Regie: Paolo Pietrangeli
- 1979: Mein Asyl (Chiedo asilo), Regie: Marco Ferreri
- 1980: Tele Vaticano – Das Auge des Papstes (Il pap'occhio), Regie: Renzo Arbore
- 1981: Il minestrone, Regie: Sergio Citti
- 1983: Tu mi turbi, Regie: Roberto Benigni
- 1983: F.F.S.S. cioè che mi hai portato a fare sopra Posillipo se non mi vuoi più bene, Regie: Renzo Arbore
- 1984: Die Lucky Boys (Non ci resta che piangere), Regie: Massimo Troisi, Roberto Benigni
- 1985: Tutto Benigni – Dal vivo, Regie: Giuseppe Bertolucci
- 1986: Down by Law
- 1986: Coffee and Cigarettes (short), Regie: Jim Jarmusch
- 1988: Ein himmlischer Teufel (Il piccolo diavolo), Regie: Roberto Benigni
- 1990: Die Stimme des Mondes (La voce della luna)
- 1991: Zahnstocher-Johnny (Johnny Stecchino)
- 1991: Night on Earth
- 1993: Der Sohn des rosaroten Panthers (Son of the Pink Panther)
- 1994: Das Monster (Il mostro)
- 1997: Das Leben ist schön (La vita è bella)
- 1999: Asterix und Obelix gegen Caesar (Astérix et Obélix contre César)
- 2002: Roberto Benignis Pinocchio
- 2003: Coffee and Cigarettes
- 2003: Caterina va in città, Regie: Paolo Virzi
- 2005: Der Tiger und der Schnee (La tigre e la neve)
- 2010: La commedia di Amos Poe, Regie: Amos Poe
- 2012: To Rome with Love
- 2019: Pinocchio